# Malaja Belaja
La Malaja Belaja (in russo Малая Белая?) è un fiume della Siberia Orientale, affluente di destra della Belaja (bacino dell'Angara). Scorre nel Čeremchovskij rajon dell'oblast' di Irkutsk, in Russia.

## Descrizione
Il fiume ha origine al confine con la Buriazia, ad un'altitudine di oltre 1 200 m, nella parte orientale dei monti Saiani Orientali. Il fiume scorre in direzione nord-orientale, poi orientale. Ci sono molte cascate nel corso superiore del fiume. Fondendosi con la Bol'šaja Belaja, forma il fiume Belaja vicino al villaggio di Bel'sk.
La Malaja Belaja ha una lunghezza di 189 km; l'area del suo bacino è di 6 020 km². Ha una portata media annua di 61,35 m³/s al villaggio di Tungusy, a 79 km dalla foce. I suoi maggiori affluenti sono l'Abakan (34 km) e la Malaja Iret' (90 km) dalla destra idrografica, la Sabina (45 km) e l'Onot dalla sinistra.